# جيمس غراهام
جيمس غراهام (بالإنجليزية: James Graham) (و. 1612 – 1650 م) هو شاعر، وكاتب، وضابط من إسكتلندا، والمملكة المتحدة، ويحمل رتبة عسكرية فريق أول، توفي عن عمر يناهز 38 عاماً، بسبب شنق.

## التعليم
تعلم في جامعة سانت أندروز.

## روابط خارجية
- جيمس غراهام على موقع الموسوعة البريطانية (الإنجليزية)